# Pere Arpa i Torremilans
Pere Arpa i Torremilans (Cornellà del Terri, 16 de juliol del 1889 - Cassà de la Selva, 1 d'octubre del 1958) va ser un músic, excel·lent fiscornaire, i un dels fundadors de la cobla Selvatana.

## Biografia
Aprengué a tocar el fiscorn amb el músic banyolí Narcís Martí "Siso", i als onze anys ja entrà a la cobla d'en Poch de Cornellà. Passà ràpidament per les cobles "Vinyet" de Cassà i la "Cervantes" de Palamós; el 1905 tocà a la "Moderna Tossense" i a l'any següent entrà a la Unió Cassanenca, de Cassà de la Selva, on romangué fins que el 1913 diversos dels músics de la Unió se n'escindiren (Pere Mercader, Ramon Serrat i Pere Arpa entre d'altres) i fundaren la Cobla Selvatana. El 1920, Arpa fou un dels iniciadors, conjuntament amb Vicenç Bou, Albert Martí, Josep Blanch i Reynalt, Joaquim Vidal i Muní "Vila", Joan Grau i Capdeferro i Joaquim Torrent (de Figueres), i el primer tresorer, del "Sindicat d'Orquestres de la Província de Girona".
Passada la guerra civil, en Pere Arpa, propietatari del nom de la cobla, reestructurà la Selvatana; encara que en deixà la direcció l'any 1954, hi seguí vinculat. Va ser professor de fiscorn del cassanenc Modest Puig. Es guanyà la vida amb l'estanc familiar, que reconvertí a llibreria després de la guerra. Com a compositor va ser autor de quatre sardanes, totes obligades de 2 o 3 fiscorns.

## Sardanes
- Dues flors, obligada per a 2 fiscorns
- Serafina (1947), obligada per a dos fiscorns
- Tamborinada, obligada per a 2 fiscorns
- Tres fiscorns (1951), obligada per a tres fiscorns